# Garb Dzikowca

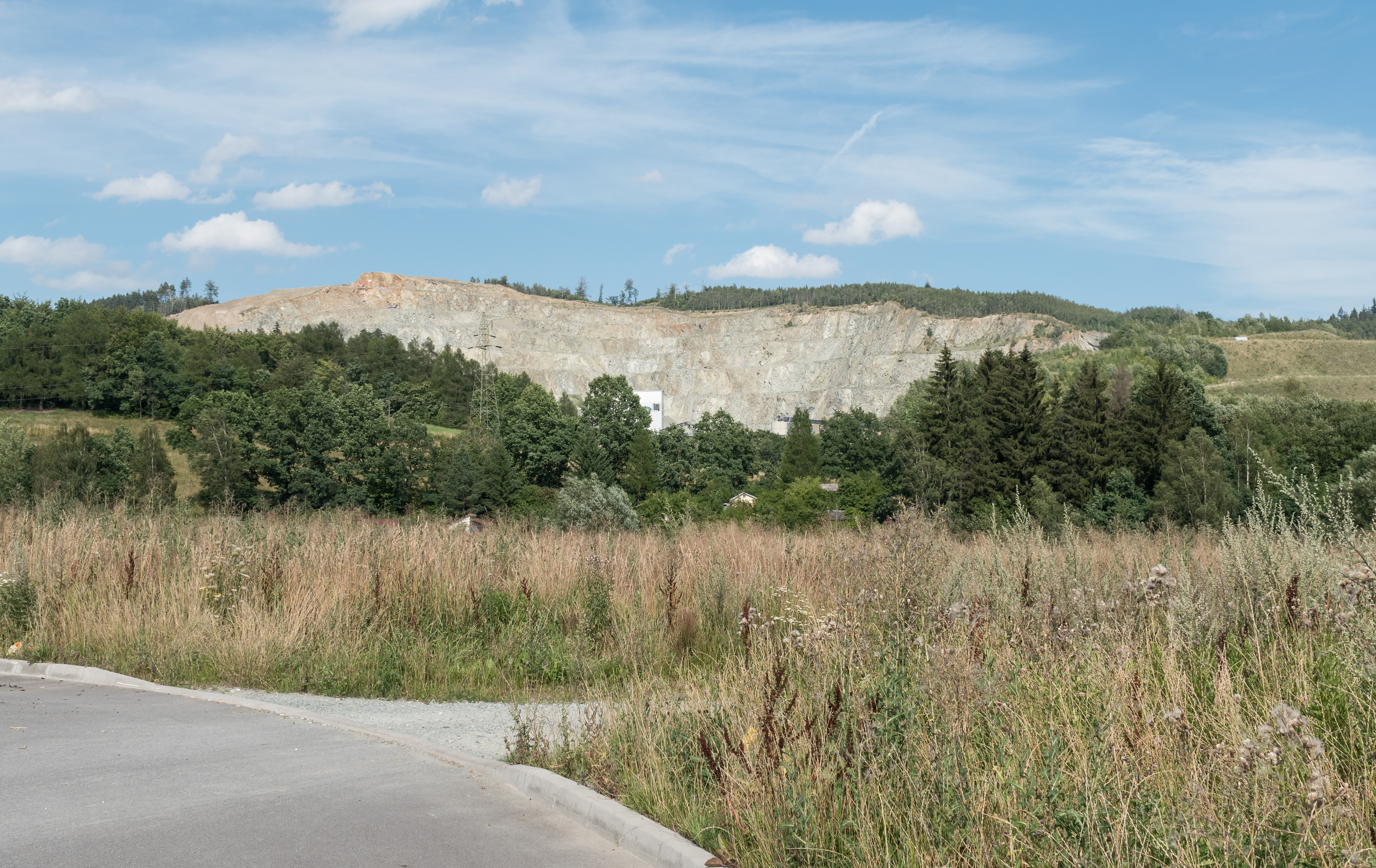
Przykrzec w Garbie Dzikowca

Garb Dzikowca – małe pasmo górskie w Sudetach Środkowych w południowo-wschodniej części Gór Sowich w południowo-zachodniej Polsce w województwie dolnośląskim.

## Opis
Garb Dzikowca  to niedługie dwuczłonowe pasmo wzgórz położone po południowej stronie głównego pasma Gór Sowich i Gór Bardzkich, pomiędzy Woliborzem i Słupcem a Czerwieńczycami i Dzikowcem. Po stronie zachodniej oddzielone jest od macierzystego masywu Obniżeniem Noworudzkim, a po stronie wschodniej graniczy z Kotliną Kłodzką. Pasmo położone między Wzgórzami Włodzickimi a Górami Sowimi i Górami Bardzkimi ciągnie się równolegle do Gór Sowich w kierunku południowo-wschodnim na długości ponad 8 km od potoku Woliborki do potoku Czerwionek, maksymalna szerokość pasma 2,2 km. Pasmo podzielone jest na dwie części doliną potoku Dzik. Część północno-zachodnią z górą Kamiennik (557 m n.p.m.) i na dłuższą część południowo-wschodnią z najwyższą górą Przykrzec (602 m n.p.m.).

## Rzeźba
Cały obszar pasma jest górzysty, przecięty w poprzek doliną potoku górskiego na dwa segmenty z wyraźnie zaznaczonymi wzniesieniami, rzadko zaludniony o zalesionych szczytach. 

## Krajobraz
Krajobraz niskich gór, wyżyn i wysoczyzn rozciętych przez potoki i systemy ich bocznych dolinek. Szczyty kopulaste z wyraźnym podkreśleniem zboczy. Większość obszaru zajmują łąki, a wzniesienia porośnięte są lasem. Krajobraz częściowo przeobrażony.

## Budowa geologiczna
Wzgórza powstały na oderwanym i wypiętrzonym fragmencie Masywu Czeskiego. Zajmują północno-wschodni fragment niecki śródsudeckiej oraz południowa bloku sowiogórskiego. Zbudowane są z utworów czerwonego spągowca, głównie piaskowców, zlepieńców, wapieni i łupków oraz górnokarbońskich zlepieńców, w których występują pokłady węgla kamiennego.

## Klimat
Na opisywanym obszarze brakuje stacji meteorologicznych, co utrudnia dokładniejsze określenie panujących tu warunków klimatycznych. Są one zbliżone do terenów sąsiednich. Najkorzystniejsze warunki klimatycznie są u podnóża oraz w piętrze do ok. 400–500 m n.p.m. Średnia temperatura roczna oscyluje tu w granicach 7 °C. Najcieplejszym miesiącem jest lipiec, najzimniejszym styczeń. Okres wegetacyjny ma zróżnicowaną długość w zależności od wysokości terenu i trwa od ok. 220 dni w dolinach do ok. 190 dni na północnych zboczach szczytowych.

## Roślinność i zwierzęta
Wyższe partie Garbu Dzikowca porastają lasy świerkowe i świerkowo–bukowe, miejscami z domieszką brzozy, modrzewia i innych gatunków. Świat zwierzęcy nie różni się specjalnie od innych części Sudetów. Z większych zwierząt mają tu swoje siedliska: jeleń, muflon, sarna i dzik. Z mniejszych ssaków można spotkać nietoperze, lisa, łasicę, wiewiórkę. W zróżnicowanym dla Sudetów, świecie ptaków na terenie wzgórz występuje: jarząbek, sowa włochata, pluszcz, krzyżodziób świerkowy, kilka gatunków jastrzębi.
Na terenie wzgórz występują skupiska roślinności górskiej objęte prawną ochroną na uwagę zasługują: oset górski – dziewięćsił bezłodygowy, wawrzynek wilczełyko, liczne storczyki, goryczki, pierwiosnki, lilia złotogłów oraz kilka gatunków traw.

## Wody
Wzgórza należą do zlewiska Morza Bałtyckiego. Głównymi rzekami odwadniającymi wzgórza są rzeki Woliborka, Czerwionek i Dzik oraz ich dopływy zbierające wody ze zboczy. Odwadniające Garb potoki spływają dolinami do ujść.

## Komunikacja
przez Garb Dzikowca prowadzą:
szlak kolejowy
Linia kolejowa nr 327 Bielawa Zachodnia dworzec mały - Radków, czynny tylko na odcinku Nowa Ruda - Słupiec - Ścinawka Średnia.
drogi główne
Droga wojewódzka nr 381 – Kłodzko – Wałbrzych
prowadząca po południowo-zachodniej stronie równolegle do rozciągłości Garbu.
drogi lokalne
Dzikowiec – Koszyn, Dzikowiec – Słupiec

## Miejscowości
Miasta: Nowa Ruda (dzielnica Słupiec)
Wsie: Wolibórz, Dzikowiec, Bożków
Przysiółki: Nagórzany, Dębówka, Nowy Dzikowiec, Kolonia Dzikowiec, Soboniów, Chudzów, Straszków, Boreczna

## Turystyka
Przez Garb Dzikowca prowadzi szlak turystyczny
- czerwony – Główny Szlak Sudecki im. Mieczysława Orłowicza.